# Theatre Owners Booking Association
T.O.B.A.
Pour les articles homonymes, voir Toba.

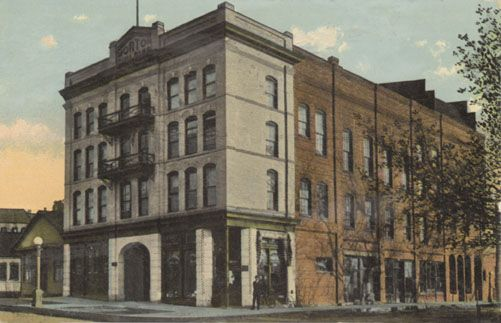
Le théâtre Morton à Athens (Géorgie) en 1914.

La Theatre Owners Booking Association (en français : « Association de réservation des propriétaires de théâtre »), ou T.O.B.A., est un réseau de salles de théâtres actif aux États-Unis tout au long des années 1920, réservé aux interprètes et au public afro-américains. Localisés dans les États du sud et de la côte est, ces établissements ont principalement des propriétaires blancs (le Théâtre Morton récemment restauré à Athens, en Géorgie, exploité à l' origine par Monroe « Pinky » Morton, étant une exception notable) et programment des musiciens et chanteurs de jazz et de blues, des comédiens et autres artistes, y compris de formation classique, comme la soprano lyrique Sissieretta Jones, plus connue sous le nom de « The Black Patti » auprès du public noir.

## Histoire
L'association est créée grâce au travail de l'artiste de vaudeville Sherman H. Dudley. En 1909, Dudley est connu sous le nom de « Lone Star Comedian » et tente de créer un réseau de salles détenues et gérées par des Noirs à travers les États-Unis. En 1911, il est basé à Washington, en tant que directeur général et trésorier de la Colored Actors' Union et crée la société S. H. Dudley Theatrical Enterprises, qui commence à acheter et à louer des théâtres autour de Washington et de la Virginie. En 1916, le « circuit de Dudley » s’étend dans les états du sud et du centre-ouest du pays, ce qui permet aux artistes noirs d’obtenir des contrats à plus long terme pour une saison prolongée. Ce circuit fournira la base du T.O.B.A.. Sa création est annoncée dans une chronique hebdomadaire publiée dans des journaux noirs, « Quoi de neuf sur le circuit de Dudley » et, en 1914, il comprend plus de vingt théâtres, « tous détenus ou exploités par des Noirs et aussi loin dans le Sud qu'Atlanta ».
La T.O.B.A. est officiellement créé en 1920 par des personnes associées au circuit de Dudley. Son président est Milton Starr, propriétaire du Bijou Theatre à Nashville et le responsable des programmations est Sam E. Reevin du Liberty Theatre à Chattanooga. À son apogée, du début au milieu des années 1920, l’organisation compte plus de 100 théâtres. Souvent considérée comme étant « dure envers les artistes noirs » (Tought on Black Actors, initiales T.O.B.A., Gertrude "Ma" Rainey disait Tought on Black Asses, « dure avec les culs noirs »), l’association est aussi connue sous le nom de « Toby Time » (Time était couramment utilisé pour désigner les circuits de vaudeville). Elle inscrit exclusivement des artistes noirs dans une série de théâtres allant de la côte est jusqu'en Oklahoma. Au sud d'une ligne Mason-Dixon, les sites T.O.B.A. sont les seuls à rechercher régulièrement un public noir. Certains théâtres (Memphis, Atlanta, Macon...) organisent des soirées « white only », réservée au public blanc, leur permettant ainsi de découvrir les vedettes de couleur. T.O.B.A. paye moins bien et propose généralement des conditions de tournée pires que celles du vaudeville blanc. Mais, tout comme lui, la popularité de T.O.B.A. diminue au cours de la Grande Dépression, pour s'effondrer complètement à la fin des années 1930 quand Dudley vend sa chaîne de théâtres à une société cinématographique,.
Selon l'écrivain Preston Lauterbach, « une troupe basique T.O.B.A. transporte toute la variété qu'une scène peut contenir, sans parler de toutes les personnalités qu'un wagon-lit peut renfermer », notamment des danseurs de claquettes, des troupes de comédiens, des acteurs et des chanteurs de blues. Ils transportent avec eux leurs décors, costumes et accessoires. Parmi les premiers artistes vedette du circuit figurent les chanteuses Ethel Waters, Ma Rainey, Bessie Smith, Edmonia Henderson,, Mamie Smith, Ida Cox, Clara Smith, Trixie Smith, Minto Cato et Adelaide Hall, le comédien Tim Moore avec sa compagnie Chicago Follies (qui comprend sa femme Gertie), les sœurs Whitman et leur compagnie, les musiciens Fletcher Henderson, Fats Waller, Louis Armstrong, Lonnie Johnson, Noble Sissle, Eubie Blake, Pine Top Smith, Joe « King » Oliver et Duke Ellington, les comédiens Sandy Burns, Salem Whitney Tutt, Bottes Hope, Seymour James et Tom Fletcher, la future sensation parisienne Joséphine Baker, le compositeur et pianiste Perry Bradford, le mime Johnny Hudgins, les danseurs Ulysses Thompson, Walter Batie, Earl "Snakehips" Tucker et Valaida Snow, le comique Boots Hope et beaucoup d'autres.  En outre, des noms bien connus tels que Florence Mills, Lincoln « Stepin Fetchit » Perry, Hattie McDaniel , Mantan Moreland, Pigmeat Markham, Chick Webb, Cab Calloway, le jeune William Basie (avant d’être appelé « Count ») et Sammy Davis, Jr., à l'âge de 4 ans, ont tous joué sur le circuit T.O.B.A. Les artistes de blues, très populaire auprès du public noir, sont généralement les vedettes du spectacle.
Les théâtres noirs les plus prestigieux de Harlem, Philadelphie ou Washington ne font pas partie du circuit et établissent leur programmation indépendamment. La T.O.B.A. est considérée comme moins prestigieuse. De nombreux artistes noirs, tels que Bert Williams, George Walker, Johnson et Dean, Bill "Bojangles" Robinson , Tim Moore et Johnny Hudgins se produisent également dans le vaudeville blanc, souvent en « Blackface ». Il existe aussi d'autres circuits similaires à la T.O.B.A., comme le Managers and Performers (M & P), le Southers Consolidated Circuit, le Colored United Vaudeville Circuit ou le Chitlin' Circuit, mais la T.O.B.A. reste la plus importante.